# TGIF2LY
TGIF2LY (англ. TGFB induced factor homeobox 2 like, Y-linked) – білок, який кодується однойменним геном, розташованим у людей на короткому плечі Y-хромосоми. Довжина поліпептидного ланцюга білка становить 185 амінокислот, а молекулярна маса — 20 814.
| 10         |  | 20         |  | 30         |  | 40         |  | 50         |
| ---------- |  | ---------- |  | ---------- |  | ---------- |  | ---------- |
| MEAAADGPAE |  | TQSPVEKDSP |  | AKTQSPAQDT |  | SIMSRNNADT |  | GRVLALPEHK |
| KKRKGNLPAE |  | SVKILRDWMY |  | KHRFKAYPSE |  | EEKQMLSEKT |  | NLSLLRISNW |
| FINARRRILP |  | DMLQQRRNDP |  | IIGHKTGKDA |  | HATHLQSTEA |  | SVPAKSGPVV |
| QTMYKACPCG |  | PCQRARCQER |  | SNQIRSRPLA |  | RSSPE      |  |            |

A: Аланін

C: Цистеїн

D: Аспарагінова кислота

E: Глутамінова кислота

F: Фенілаланін

G: Гліцин

H: Гістидин

I: Ізолейцин

K: Лізин

L: Лейцин

M: Метіонін

N: Аспарагін

P: Пролін

Q: Глутамін

R: Аргінін

S: Серин

T: Треонін

V: Валін

W: Триптофан

Задіяний у таких біологічних процесах, як транскрипція, регуляція транскрипції. 
Білок має сайт для зв'язування з ДНК. 
Локалізований у ядрі.